# Zīr Kal
Zīr Kal (persiska: Zīr Chāl, زير كل, زير چال) är en ort i Iran.   Den ligger i provinsen Kohgiluyeh och Buyer Ahmad, i den centrala delen av landet, 500 km söder om huvudstaden Teheran. Zīr Kal ligger 1 011 meter över havet och antalet invånare är 217.
Terrängen runt Zīr Kal är kuperad åt nordost, men åt sydväst är den bergig. Zīr Kal ligger nere i en dal. Runt Zīr Kal är det ganska glesbefolkat, med 47 invånare per kvadratkilometer. Närmaste större samhälle är Landeh, 16,2 km sydväst om Zīr Kal. Omgivningarna runt Zīr Kal är i huvudsak ett öppet busklandskap.